# هكتور أيالا
هكتور أيالا (بالإسبانية: Héctor Ayala)‏ هو عازف قيثارة وملحن أرجنتيني، ولد في 11 أبريل 1914 في كونكورديا، انتري ريوس في الأرجنتين، وتوفي في 12 مارس 1990 في بوينس آيرس في الأرجنتين.

## وصلات خارجية
- هكتور أيالا على موقع ميوزك برينز (الإنجليزية)